# 下西里西亞省 (波蘭)
下西里西亞省，或译下希隆斯克省，是波蘭的一個省，省会為弗羅茨瓦夫，該城亦為此省最大的城市，奧得河流經此省。本省目前的行政區劃建立於1999年1月1日，由弗羅茨瓦夫省、萊格尼察省、瓦烏布日赫省和耶萊尼亞古拉省整併而來。